# Geiselbacher Forst

Lage im Landkreis Aschaffenburg bis 2014

Das ehemalige gemeindefreie Gebiet Geiselbacher Forst im Jahr 2014

Der Geiselbacher Forst war bis Jahresende 2014 ein gemeindefreies Gebiet im nördlichen Teil des bayerischen Spessarts Landkreis Aschaffenburg. Jetzt gehört es zu den Gemeinden Geiselbach und Westerngrund.

## Geographie

### Lage
Das gemeindefreie Gebiet lag nordöstlich der namensgebenden Kommune Geiselbach unmittelbar an der hessischen Grenze. Die höchste Erhebung in dem komplett bewaldeten Areal ist der Franzosenkopf mit 481 m ü. NHN. Der Geiselbacher Forst war mit 4,2302 km² das flächenmäßig kleinste gemeindefreie Gebiet im Landkreis.

### Nachbargemeinden
Nachbargemeinden waren:
|                      | Gemeinde Linsengericht                      |                                           |
| Gemeinde Freigericht | Kompassrose, die auf Nachbargemeinden zeigt | Huckelheimer Wald (Gemeindefreies Gebiet) |
| Gemeinde Geiselbach  |                                             | Gemeinde Westerngrund                     |

### Berge
Berggipfel im Geiselbacher Forst sind (nach Höhe sortiert):
- Franzosenkopf (481 m)
- Hoher Berg (441 m)
- Kreuzberg (388 m)
- Vorderer Gleisberg (352 m)
- Hinterer Gleisberg (336 m)
- Rochusberg (333 m)

## Auflösung
Am 1. Januar 2015 wurde das gemeindefreie Gebiet mit der Schlüsselnummer 09671452 aufgelöst. Dabei wurde die Fläche in die Gemeinden Geiselbach (westlicher Teil) und Westerngrund (östlicher Teil) eingegliedert, wobei als Grenze die Ostseite der Staatsstraße 2306 festgelegt wurde. Bereits vorher hatte innerhalb der Gemeinde Geiselbach eine Gemarkung bzw. ein Gemarkungsteil namens Geiselbacher Forst bestanden, bestehend aus der vom gemeindefreien Gebiet umgebenden Exklave beim Judenbrunnen sowie die an die hessische Gemeinde Linsengericht grenzenden Exklaven in den Tälern von Näßlichbach und Weihergraben, nördlich des Kreuzberges. Diese Gemarkung bzw. dieser Gemarkungsteil wurde durch die Auflösung entsprechend vergrößert. In der Gemeinde Westerngrund wurde der Gemarkungsteil Geiselbacher Forst geschaffen.

## Verkehr
Durch das Gebiet des Geiselbacher Forstes verläuft die Staatsstraße 2306, die von Schöllkrippen bis zur hessischen Landesgrenze führt.